# Два с половиной доллара с изображением индейца
2,5 доллара США с изображением индейца — золотая монета США номиналом в 2,5 доллара, которая чеканилась с 1908 по 1929 годы. На аверсе монеты расположена голова индейца, а на реверсе белоголовый орлан — геральдический символ США. Особенностью этой монеты является то, что изображение на ней тиснёное, а не выпуклое.

## История
Монета сменила два с половиной доллара с изображением Свободы, которые чеканились 68 лет.
Изменение дизайна произошло во время президентства и с согласия Теодора Рузвельта, который по совету своего друга Биглоу решил произвести изменение в дизайне монеты.
Подготовленная бостонским скульптором Бела Праттом монета отличалась от всех своих предшественников тем, что элементы изображения на ней были не выпуклыми, а наоборот тиснёными. Данное изменение имело как свои положительные, так и отрицательные стороны. К «плюсам» можно отнести то, что тиснёное изображение практически не стиралось во время обращения монеты, в отличие от выпуклого. Монета могла находиться в обращении значительно дольше обычного. Главным «минусом» стало накопление грязи в элементах изображения. Она лишала монету эстетической привлекательности и могла быть источником передачи инфекционных заболеваний. Монеты в 2,5 и 5 долларов с изображением индейца являются единственными монетами США, изображение которых не выпуклое, а тиснёное.
Монета чеканилась с 1908 по 1915 и с 1925 по 1929 годы. Прекращение выпуска монет данного типа было связано с биржевым крахом 1929 года и последовавшей за ним «Великой депрессией». Относительно небольшое количество золота, поступавшее на монетные дворы использовалось для чеканки 20-долларовых монет. Отказ США от золотого стандарта привёл к прекращению выпуска золотых монет для широкого обращения.
Большинство монет данного типа было отчеканено на монетном дворе Филадельфии. В 1911, 1914 и 1925 годах данный тип монеты выпускался также на монетном дворе Денвера, Колорадо. Отчеканенные в Денвере монеты содержат небольшую букву «D» слева от пучка фасций на реверсе.

## Изображение

### Аверс
На аверсе монеты изображён бюст индейца, по бокам от которого расположено 13 звёзд (по числу первых штатов). Сверху идёт полукруговая надпись «LIBERTY», снизу обозначение года выпуска. Над годом расположена монограмма создателя дизайна монеты «B.L.P.».

### Реверс
На реверсе монеты находится белоголовый орлан с расправленными крыльями — геральдический символ США, держащий в когтях пучок фасций и оливковую ветвь, которые символизируют государственное и национальное единство и желание мира. Сверху расположена полукруговая надпись «UNITED STATES OF AMERRICA», а по бокам девизы «E PLURIBUS UNUM» и «IN GOD WE TRUST». Снизу обозначен номинал монеты «2 1⁄2 DOLLAR».

## Тираж
| Год  | Отчеканено в Филадельфии | Отчеканено в Денвере |
| ---- | ------------------------ | -------------------- |
| 1908 | 564 821 (236)            |                      |
| 1909 | 441 760 (139)            |                      |
| 1910 | 492 000 (682)            |                      |
| 1911 | 704 000 (191)            | 55 680               |
| 1912 | 616 000 (197)            |                      |
| 1913 | 722 000 (165)            |                      |
| 1914 | 240 000 (117)            | 448 000              |
| 1915 | 606 000 (100)            |                      |
| 1925 |                          | 578 000              |
| 1926 | 446 000                  |                      |
| 1927 | 388 000                  |                      |
| 1928 | 416 000                  |                      |
| 1929 | 532 000                  |                      |

(в скобках обозначено количество монет качества пруф)
Суммарный тираж монеты составляет более 7 миллионов 250 тысяч экземпляров.